# Горенштейн, Рафаил Яковлевич
Рафаил Яковлевич Горенштейн (4 июля 1923, Киев — 23 сентября 2012, Москва) — советский шахматист, мастер спорта СССР (1958). По профессии — учитель.
Выступал за Ялту «Авангард».
Участник многих первенств УССР (лучший результат в 1958 — 5—7-е места).

## Книги
- «Книга юного шахматиста». Издательство: Москва. «Физкультура и спорт», 1966, 216 стр.
- «Шахматы. Миттельшпиль». Том первый. Издательство: Москва. «Шахматный клуб им. Т. В. Петросяна», 1997, 240 стр.
- «Шахматы. Миттельшпиль». Том второй. Издательство: Москва. «Шахматный клуб им. Т. В. Петросяна» , 1997, 320 стр.
- Стань гроссмейстером К. - Москва, РИПОЛ классик, 2006. - 448 стр., ил. - Тираж 3000 экз. ISBN 9785790543098